# Carl Philip Sack (1726–1797)

Carl Philip Sack, porträtterad av Johan Henrik Scheffel.

Carl Philip Sack, född den 8 april 1726 i Stockholm, död den 23 april 1797 på Örtofta slott, Malmöhus län, var en svensk hovmarskalk, friherre och tecknare.
Han var son till kanslirådet friherre Johan Gabriel Sack och grevinnan Eva Bielke samt från 1754 gift med friherrinnan Margareta Magdalena Barnekow. Sack blev i sin ungdom volontär vid fortifikationen där han fick en bred utbildning i teckning. Sack är representerad med ett 70-tal teckningar av skånska slott vid Kungliga biblioteket i Stockholm.